# 幕阜山
幕阜山，地处湖南、湖北、江西三省交界处，同名主峰位于湖南省岳阳市平江县南江镇，是罗霄山脉北端支脉。东北-西南走向，为褶皱断块山。临近古夏水，故又称“负夏”。海拔1597.2米，占地6468公顷。古称天岳山，三国东吴名将太史慈拒刘表大军，扎营幕于山顶，遂改称幕阜山。除同名主峰外，尚有九宫山（海拔1543米）只角樓（海拔1528米）等高峰。
幕阜山以山雄、崖险、林奇、谷幽、水秀著称，现开辟为森林公园，著名景点有丹岩夕照、仙人下棋、青竹扫台、石田三亩、雄霸南天、龙潭飞瀑、神龟望日、雄鹰展翅、沸沙古井、天岳古战场等四十八处。
幕阜山洞，名“玄真太元洞天”，在道教三十六洞天中列第二十五位。
东晋葛洪曾有《幕阜山记》，清末李元度有《游幕阜山记》。
幕阜山资源丰富。矿藏有长石、云母、独居石、铀、铜、钨、铅、锌、铌等，木材较多，并出产茶油。山上建有林场和畜牧场。